# Coex-Folie
Eine Coex-Folie (koextrudierte Folie) ist eine vielseitig verwendbare Kunststofffolie, die mehrere Eigenschaften verschiedener Folienmaterialien, zum Beispiel Barriere- oder Schweißeigenschaften, miteinander zu kombinieren versucht. Sie ist eine Verbundfolie aus mehreren Schichten. Technisch ist die Kombination von bis zu sechs Folienschichten möglich. So kann beispielsweise zur Herstellung einer Sicherheitstasche eine wasserdichte mit einer blickdichten Folie verbunden werden. Ein Vorteil ist dabei auch die extreme Reißfestigkeit der Folie. Sie lässt sich praktisch nur durch Zerstörung öffnen bzw. aufreißen, was eine Manipulation am Packgut sofort sichtbar macht.
Inzwischen werden zunehmend auch nachwachsende Rohstoffe in den Materialmix aufgenommen.

## Herstellung
Coex-Folien werden sowohl im Blasverfahren zu Schlauchfolien als auch als Flachfolie mit einem biaxialen Streckprozess hergestellt. Dabei wird durch mindestens zwei Extruder Kunststoffgranulat zu Polymerschmelzen verflüssigt und mittels eines Filters aus Sintermetall gefiltert. Beim Blasverfahren werden die beiden Schmelzeströme in einer Mehrschichtringdüse zu einer gemeinsamen Folie vereinigt. Nach dem Austritt aus der Düse wird der Werkstoff durch einen Luftkanal in der Mitte der Düse zu einer Blase (Kalotte) aufgeblasen und gestreckt. Dabei verfestigt sich der nun entstandene Polymerschlauch. Luftmenge, Granulatmenge und Abzugsgeschwindigkeit bestimmen die Foliendicke.
Komplizierter ist die Herstellung von koextrudierten Flachfolien. Dabei werden die Polymerschmelzen entweder über eine Mehrschichtdüse oder über die sogenannte Adaptertechnik zusammengeführt. Bei der letzteren werden die zu vereinigenden Schmelzeströme vor der Düse über einen Adapter zusammengeführt. Man macht sich dabei die Eigenschaften einer laminaren Strömung zunutze. Man führt die beiden (oder auch mehrere) Schmelzeströme über einen besonders konstruierten Adapter zu einem gemeinsamen Schmelzestrom zusammen. Dieser gemeinsame Schmelzestrom wird über eine sogenannte Kleiderbügeldüse zu einem Prefilm verarbeitet. Dieser noch flüssige Prefilm wird auf eine Gießwalze zum Abkühlen gespritzt. Zum luftfreien Anpressen des noch flüssigen Films an die Gießwalze ist ein weiterer Verfahrensschritt, nämlich das Pinning (auch: die Anlegung), nötig. Bei Polyolefinfolien benutzt man dazu eine Luftdüse, die mit einem feinen aber starken Luftstrahl die Folie gegen die Gießwalze presst.
Bei Polyesterfolien (Polyethylenterephthalat, PET) benutzt man einen elektrisch aufgeladenen Draht (Gleichstrom), an dem eine Hochspannung von bis zu 10 kV liegt. Der Gegenpol ist die geerdete Gießwalze. Durch die Dipole (-OH) im Polyester wird bei diesem Vorgang die flüssige Polyesterschmelze gegen die Gießwalze gepresst. Ziel ist die Vermeidung einer Luftschicht zwischen Polymerfilm und Walze. Dadurch würde der Wärmeübergang behindert.
Dieser so entstandene Prefilm wird anschließend in Längs- und Querrichtung gestreckt. Es entstehen biaxial gestreckte Folien (BO-Folien). Die Streckung erfolgt im Normalfall in zwei Stufen. In der ersten Stufe wird der Prefilm über mehrere beheizte Walzen geführt. Dabei muss bei PET die Temperatur über der Glastemperatur liegen. Die jetzt aufgewärmte Folie wird durch schneller laufende Walzen im folgenden Teil in die Länge gezogen. So eine Folie wird auf das Drei- bis Vierfache der ursprünglichen Länge gedehnt und wieder abgekühlt. Für die zweite Streckung benutzt man eine sogenannte Kluppenkette. Damit wird die Folie an den Folienrändern gehalten, noch einmal erwärmt und in die Breite gestreckt. Der Streckfaktor ist ähnlich der Längsstreckung zwischen drei und vier.
Diese so gedehnte Folie wird in einem letzten Verfahrensschritt fixiert. Dies geschieht noch in der eingespannten Kluppenkette bei PET bei ca. 220 °C. Anschließend wird die Folie wieder auf Zimmertemperatur gekühlt und die dicken Folienränder, an der die Folie in der Kluppenkette eingespannt war, werden abgeschnitten. Das Abkühlen zwischen den einzelnen Verfahrensschritten ist notwendig, um eine unnötige Kristallisation von PET, die die folgenden Verfahrensschritte verhindern würde, zu vermeiden. Durch die Streckung erhält die Folie ihre endgültigen Eigenschaften wie Reißfestigkeit, Dehnung oder Schrumpf. Durch Koextrusion kann eine Folie aus mehreren Granulaten mit nichtverwandten Materialien hergestellt werden.

## Nutzung
Ein typisches Beispiel für eine einfache Coex-Folie ist Folie für Blumenerde – von der einen Seite schwarz, von der anderen weiß. Die Inhaltsstoffe der Blumenerde werden durch die innenliegende schwarze Beschichtung vor schädlichem UV-Licht geschützt. Die weiße Seite wird für den Druck verwendet. Auch Getränkeverpackungen, Plastikflaschen, zum Beispiel für Ketchup, oder Beutel und Tüten sowie Taschen für Gemüse und Obst werden aus Coex-Folie hergestellt.
Hochwertige koextrudierte Folien werden ausschließlich durch die biaxiale Breitstreckung als Flachfolie hergestellt. Beispiele dafür sind die Trägerfolien für Audio- und Videobänder, die früher in den entsprechenden Kassetten eingesetzt wurden. Diese hatten auf der einen Seite eine glatte und auf der anderen eine raue Oberfläche. Die raue Oberfläche wurde durch die Beimischung feiner Pigmentteilchen zum Polymer erreicht. Solche Oberflächen sind wichtig, damit sich die Folien gut wickeln lassen. Sie ermöglichen das Verschieben der Folienlagen gegeneinander. Zwei glatte Oberflächen kleben praktisch aneinander (Glasplatteneffekt). Ein anderes Beispiel sind Röntgenfilme. Das sind Folien, die praktisch glasklar sind und sich trotzdem gut wickeln lassen. Dazu wird eine unpigmentierte Kernschicht beidseitig mit einer sehr dünnen, leicht pigmentierten Außenschicht koextrudiert. Es handelt sich um Dreischichtfolien. Die Trübung bzw. Transparenz wird durch die dünnen Außenschichten kaum beeinflusst. Weitere Beispiele für koextrudierte Folien sind siegelfähige Folien. Dazu kombiniert man die Hauptschicht des Polymers (z. B. PET) mit einem Copolyester mit niedrigerem Schmelzpunkt. Ein Arbeitsschritt zur Herstellung solcher Folien ist die Fixierung: Die Folie wird, eingespannt in der Kluppenkette, erhitzt; bei dieser Prozedur schmilzt die Copolyesterschicht wieder auf und bleibt als amorphe Siegelschicht auf der Folie. Ohne das Aufschmelzen der Copolyesterschicht in der Fixierung bliebe diese kristallin und wäre damit nicht siegelfähig.
Eine besondere Variante koextrudierter Folien sind Multilayerfolien, also Folien, die aus vielen sehr dünnen Einzelschichten bestehen. Zu ihrer Herstellung bringt man zwei Schmelzeströme mit der Adaptertechnik zu einem gemeinsamen Schmelzestrom zusammen. Dieser zweischichtige Schmelzestrom wird anschließend durch einen statischen Mischer wie z. B. den Kenics-Mischer geleitet. Mit jedem Mischelement verdoppelt sich dabei die Anzahl der Schmelzeschichten. Dadurch entstehen, je nach den eingesetzten Polymeren, farbig schillernde Folien, die für Dekorationszwecke eingesetzt werden.
In der Automobilindustrie wird die Coex-Technik zur Herstellung von Kunststoffkraftstoffbehältern (KKB) eingesetzt, indem eine innere, diffusionsdichte Schicht mit einer äußeren, mechanisch beanspruchbaren Schicht kombiniert wird. Je nach Hersteller und Verwendungszweck können mehrere Funktionsschichten kombiniert werden. Stand der Technik sind bis zu sechs Schichten (Multi-Layer).